# Comuna de Siedlce
Siedlce (polaco: Gmina Siedlce) é uma gminy (comuna) na Polónia, na voivodia de Mazóvia e no condado de Siedlecki. A sede do condado é a cidade de Siedlce.
De acordo com os censos de 2004, a comuna tem 15 622 habitantes, com uma densidade 110,4 hab/km².

## Área
Estende-se por uma área de 141,54 km², incluindo:
- área agricola: 78%
- área florestal: 10%

## Demografia
Dados de 30 de Junho 2004:
|                      | Total   | Total | Mulheres | Mulheres | Homens  | Homens |
| -------------------- | ------- | ----- | -------- | -------- | ------- | ------ |
|                      | pessoas | %     | pessoas  | %        | pessoas | %      |
| População            | 15 622  | 100   | 7777     | 49,8     | 7845    | 50,2   |
| Densidade (pop./km²) | 110,4   | 100   | 54,9     | 54,9     | 55,4    | 55,4   |

De acordo com dados de 2002, o rendimento médio per capita ascendia a 1192,59 zł.

## Comunas vizinhas
- Kotuń, Mokobody, Mordy, Siedlce, Skórzec, Suchożebry, Wiśniew, Zbuczyn